# Kamal-ol-Molk

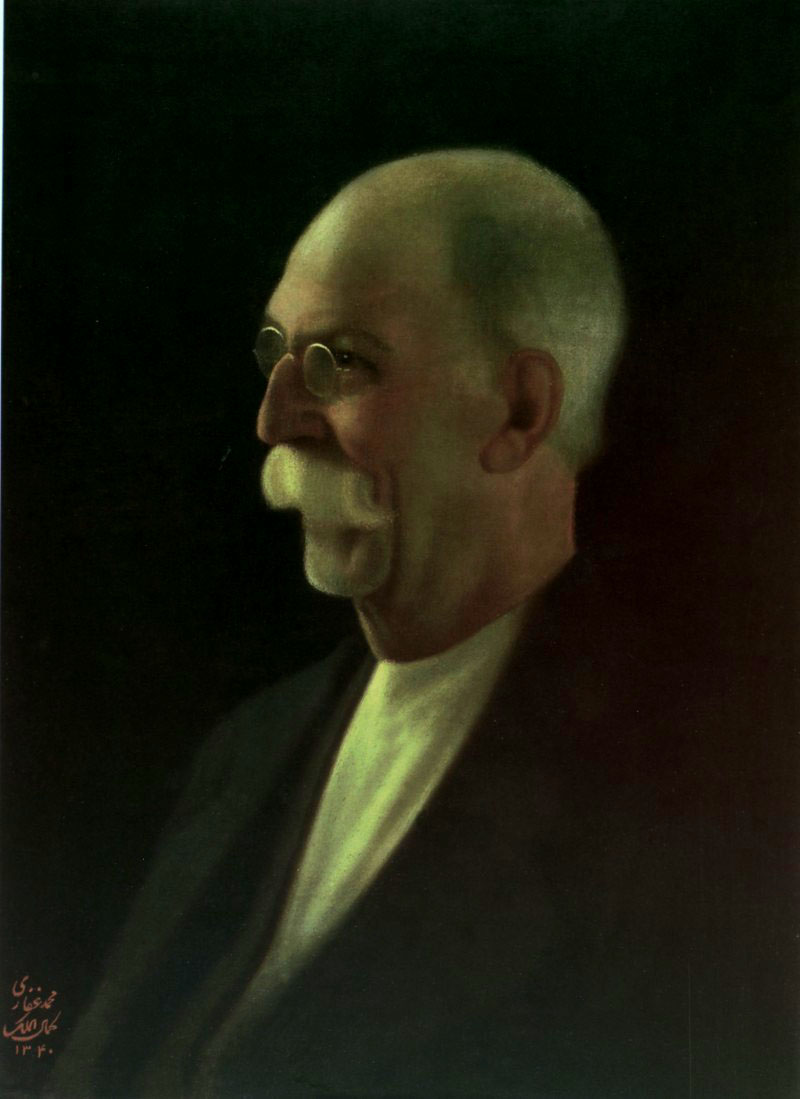
Kamāl-ol-Molk

Mohammad Ghaffārī Kāschānī (persisch محمد غفاری کاشانی, DMG Moḥammad Ġaffārī Kāšānī), bekannt unter dem Namen Kamāl-ol-Molk (کمال‌المُلک Kamāl al-Molk; * 1847 in Kaschan; † 1940 in Nischapur), war ein iranischer Maler und gilt als Wegbereiter der modernen Kunst im Iran.

## Leben

### Junge Jahre und Wirken am Hofe Naser al-Din Schahs
Kamāl-ol-Molk wurde in eine bedeutende und einflussreiche Künstlerfamilie hineingeboren. Bereits sein Onkel Mirzā Abol Hassan Chān Ghaffari war als Miniaturmaler berühmt und sein Vater Mirzā Bozorg Ghaffari Kāshāni hatte die Iranische Malschule begründet.
Nach Beenden der Grundschule ging Kamāl-ol-Molk an die Dar-ol Fonun Schule nach Teheran. Hier machte er derartig große Fortschritte, dass er bereits im Alter von 18 Jahren als Hofmaler an den Hof Nasreddin Schahs berufen wurde. Als Zeichen der Wertschätzung seiner Perfektion verlieh ihm dieser den Titel Kamāl-ol-Molk, unter dem er weiterhin auch bekannt blieb. Während seiner Zeit am Hofe Nasreddin Schahs entstanden vor allem Porträts, Landschaftsmalereien, Darstellungen von persischen Hofmusikern, königlichen Jagdgründen und unterschiedlichen Teilen königlicher Paläste. Kamāl-ol-Molk zeichnete sich hierbei vor allem durch seine feine Pinselführung und die Vorliebe für helle und lebendige Farben aus.

### Vertiefende Studien in Europa
1898 ging Kamāl-ol-Molk im Alter von 49 Jahren zu vertiefenden Studien nach Europa an den Louvre in Paris, nach Versailles und Florenz. Dort verbrachte er vier Jahre, in denen er mit bedeutenden Künstlern in Kontakt kam. Sein Studium widmete er den Werken Rembrandt van Rijns, Raffaels, Tizians und Leonardo da Vincis. In erster Linie lernte er hier jedoch die Prinzipien realistischer Kunst.
1902 traf er mit Mozaffar ad-Din Schah in Paris zusammen, der ihn zur Rückkehr in den Iran einlud. Kamāl-ol-Molk nahm die Einladung an und malte auch ein Porträt von Mozaffar ad-Din Schah. Sein neuer, realistischer Stil schien am Hof Mozaffar ad-Din Schahs allerdings nicht sehr gefragt gewesen zu sein, so dass er bereits 1903 den Iran wieder verließ und durch die osmanische Provinz Mesopotamien (dem heutigen Irak) reiste. Inspiriert durch die neue Umgebung schuf er hier einige seiner bekanntesten Werke, wie beispielsweise den Wahrsager von Bagdad (Fālgīr-e Baghdād), den Goldschmied von Bagdad und sein Schüler (Zargar-e Baghdād wa Schāgerd-asch), den Kerbala Platz (Meidān-e Karbalā) und den Schlafenden Araber (Arab-e Khofteh).

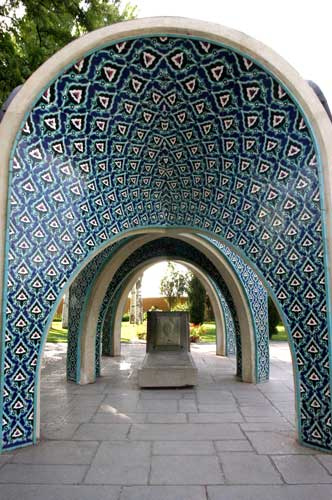
Grabstätte Kamal-ol-Molks in Nischapur

### Gründung derKamāl-ol-Molk Kunstschule
Der Ausbruch der Konstitutionellen Revolution im Iran veranlasste Kamāl-ol-Molk erneut zur Rückkehr in den Iran. Die gesteigerte Wertschätzung, die ihm nun als Künstler entgegengebracht wurde, half ihm bei der Gründung seiner Sanaye Mostazraf oder auch Kamāl-ol-Molk Kunstschule, die eine bedeutende Rolle für die Moderne Kunst im Iran einnehmen sollte. Ziel dieser Schule war es, neue Talente bestmöglich zu fördern und begabte Schüler innerhalb kürzester Zeit heranzuziehen. Viele seiner Schüler wurden somit später selbst zu bekannten Künstlern: so beispielsweise Hossein Ali Khan Vasiri, Mohsen Soheili, Esmail Ashiani u. v. m. Neben der Malerei unterrichtete die Schule auch in Teppichweberei, Mosaikdesign und Holzarbeit.
Einen Teil seines eigenen Gehaltes widmete Kamāl-ol-Molk der Förderung armer Schüler. 1927 verlor er aufgrund eines Unfalls ein Auge. Er gab die Leitung seiner Kunstschule ab und zog sich nach Hossein Ābād, einem Dorf in der Nähe von Nischapur zurück. Er malte nur noch selten. 1933 entstand ein Gemälde der neu errichteten Firdausi-Statue und 1935 malte er eine Landschaftsstudie und das Gemälde Schlafender alter Mann.
Kamāl-ol-Molk starb 1940. Er wurde in Nischapur neben dem Sufidichter Attar begraben.

## Werk
Kamāl-ol-Molk war ein außerordentlich produktiver Maler. Viele seiner unzähligen Werke sind jedoch zerstört oder in privaten Kollektionen, wodurch sie der Öffentlichkeit nicht mehr zugänglich sind. Es bleiben Werke aus dem Teheraner Museum für Zeitgenössische Kunst, dem National Consultative Assembly, dem Golestanpalast sowie weiteren Museen und Kunstzentren.
Neben Aquarellen und Skulpturen sind es vor allem seine Ölbilder, für die er bekannt ist.
Zu seinen bekanntesten Werken zählen, neben den oben bereits erwähnten, die Twin Waterfalls (Die Zwillingswasserfälle) (1882), der Golestanpalast (1883), Emāmeh Village (Das Emāmeh Dorf) (1884), Bāgh-e Shah (Der Königsgarten) (1886), Zanoosi Valley (Das Zanusi Tal)  (1886), Government Camp (Das Regierungscamp) (1889), der Goldschmied, Zwei bettelnde Mädchen und der Wahrsager (jeweils aus dem Jahre 1889). Sein Meisterwerk bleibt jedoch The Mirror Hall (Der Spiegelsaal) (1885–1890).

## Galerie

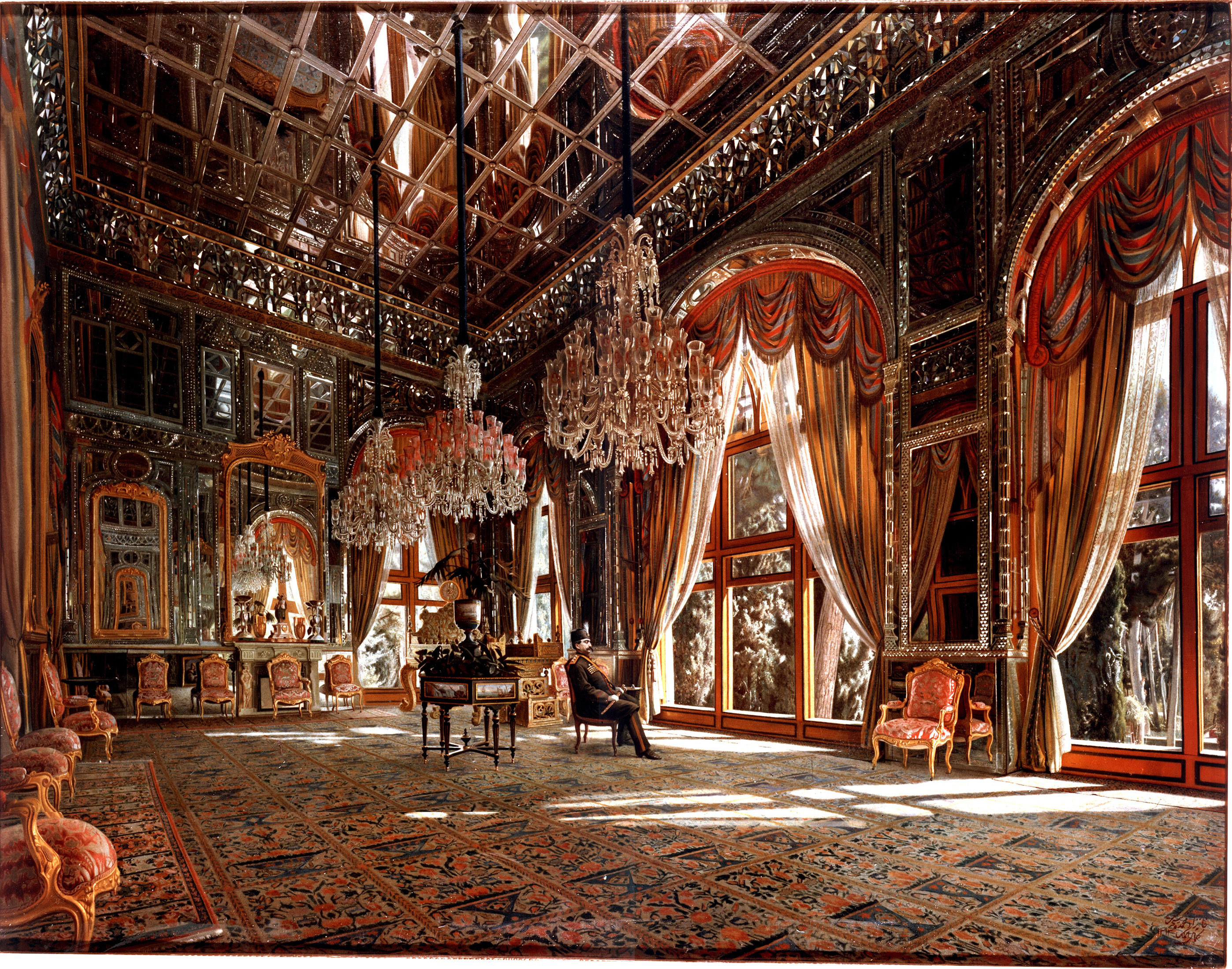
Der Spiegelsaal
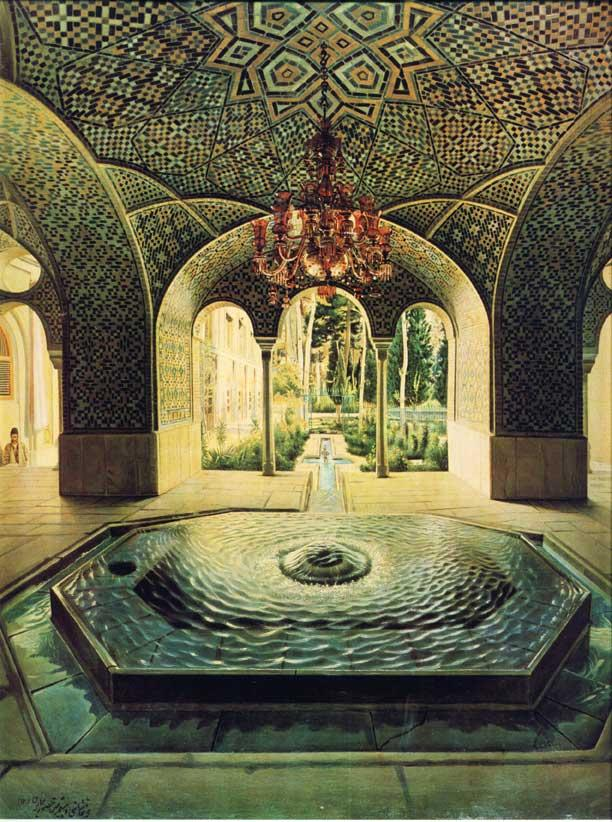
Golestanpalast
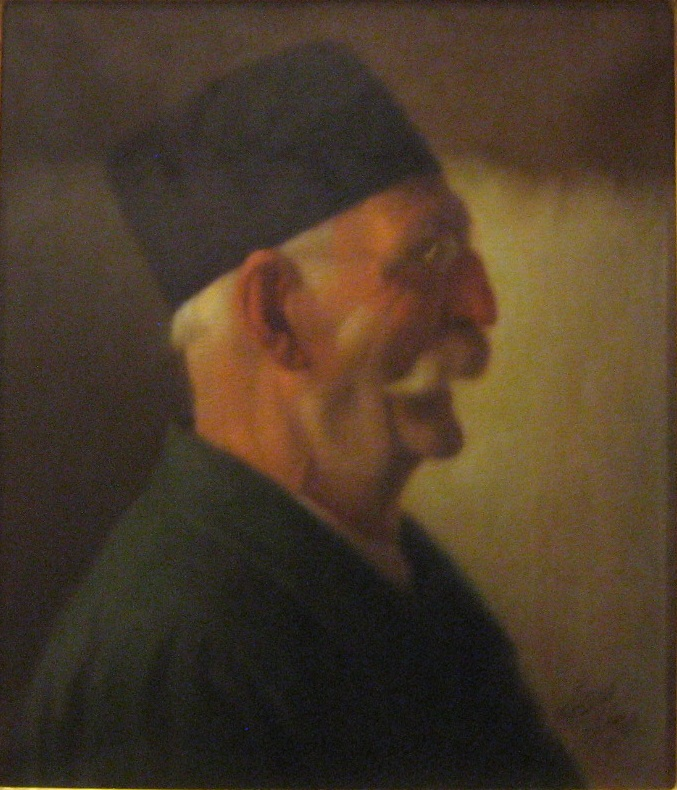
Selbstporträt
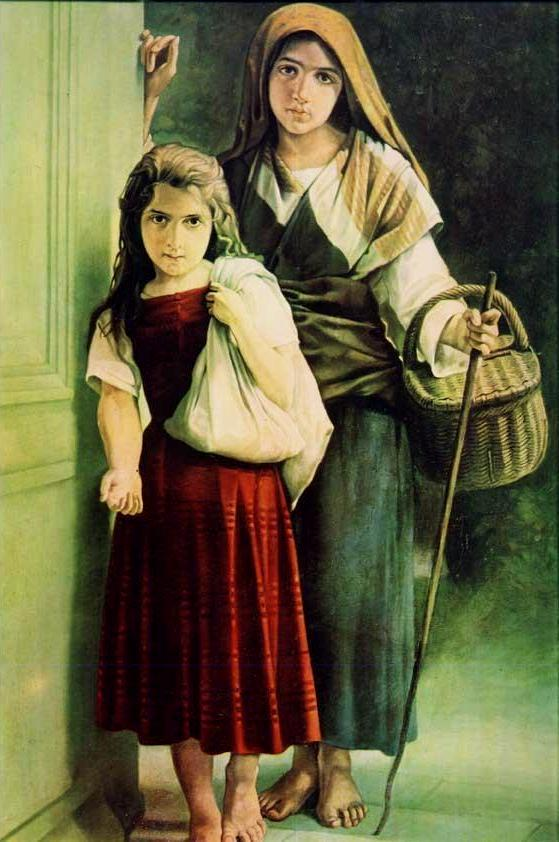
Zwei Mädchen
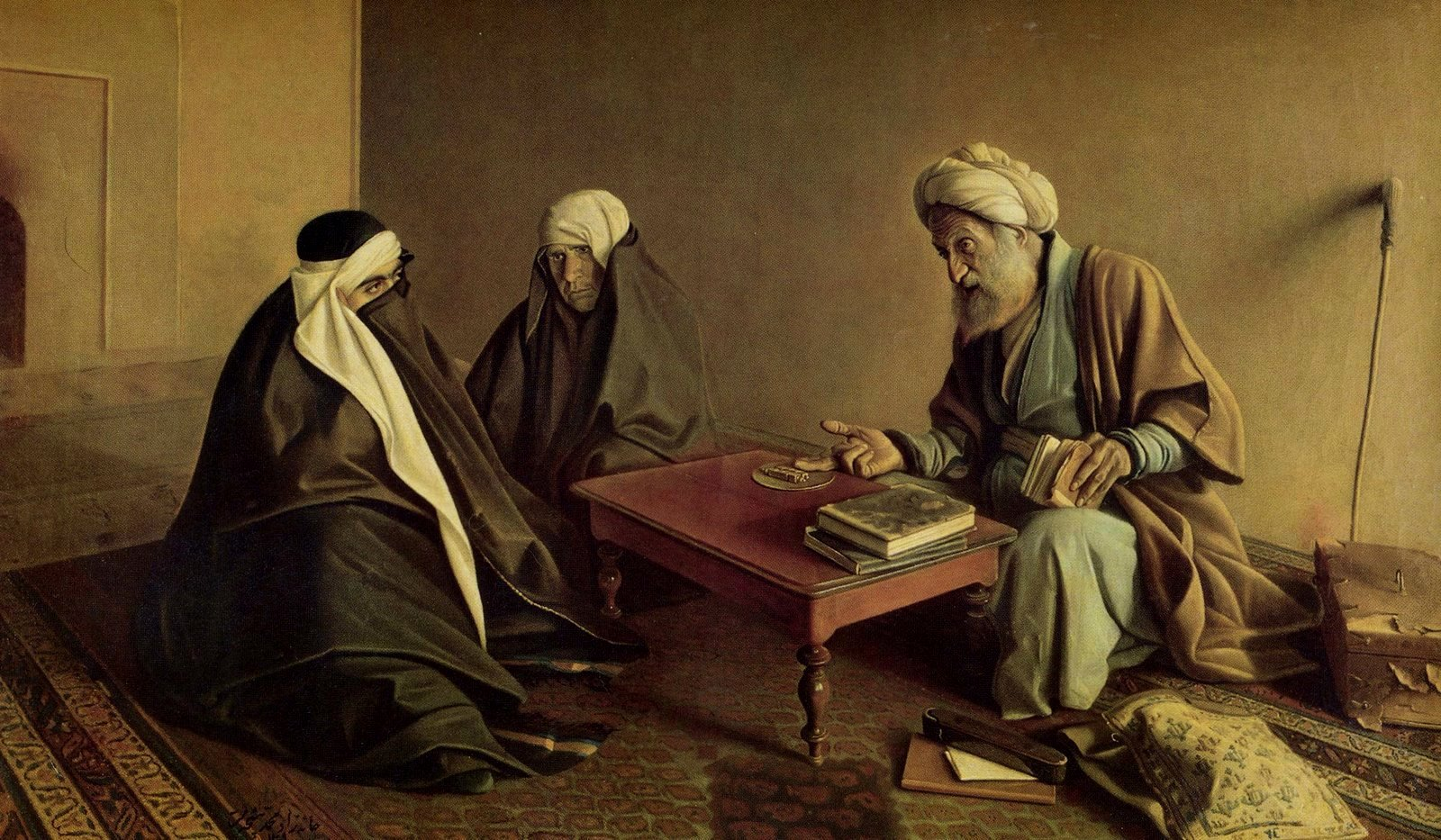
Prädiktor für die Zukunft

## Lebensverfilmung
Sein Leben und Werk wurde vom Filmemacher Ali Hātami in dem Film Kamalolmolk (1984) porträtiert.